# Sugarcreek (Ohio)
Sugarcreek è un villaggio degli Stati Uniti d'America, situato nello stato dell'Ohio, nella contea di Tuscarawas.
È una comunità di svizzero-americani.